# Paijulasjärvi
Paijulasjärvi är en sjö i kommunen Enontekis i landskapet Lappland i Finland. Sjön ligger 551 meter över havet. Arean är 46 hektar och strandlinjen är 2,94 kilometer lång. Sjön  ingår i Torne älvs huvudavrinningsområde.   Den ligger omkring 280 kilometer nordväst om Rovaniemi och omkring 950 kilometer norr om Helsingfors. 
Väster om Paijulasjärvi ligger Tshokkoaivi. 